# Transformació de Weyl
En física teòrica, la transformació de Weyl, anomenada després del matemàtic alemany Hermann Weyl, és una reescalada local del tensor mètric:
{\displaystyle g_{ab}\rightarrow e^{-2\omega (x)}g_{ab}}que produeix una altra mètrica en la mateixa classe conformal. Una teoria o una expressió invariant sota aquesta transformació s'anomena conformally invariant, o es diu que posseeix invariància de Weyl o simetria de Weyl. La simetria de Weyl és una simetria important en la teoria de camps conformals. És, per exemple, una simetria de l'acció de Polyakov. Quan els efectes de la mecànica quàntica trenquen la invariància conformal d'una teoria, es diu que presenta una anomalia conformal o anomalia de Weyl.
La connexió ordinària de Levi-Civita i les connexions de spin associades no són invariants sota les transformacions de Weyl. Les connexions de Weyl són una classe de connexions afins que és invariant, encara que cap connexió de Weyl és invariant individual sota transformacions de Weyl.

## Pes conformal
Una quantitat {\displaystyle \varphi } té un pes conforme {\displaystyle k} si, sota la transformació de Weyl, es transforma via
{\displaystyle \varphi \to \varphi e^{k\omega }.}
Així, les quantitats ponderades de manera conforme pertanyen a certs paquets de densitat; vegeu també dimensió conforme. Deixa {\displaystyle A_{\mu }} ser la connexió d'una forma associada a la connexió Levi-Civita de {\displaystyle g}. Introduïu una connexió que depèn també d'una forma única inicial {\displaystyle \partial _{\mu }\omega } via
{\displaystyle B_{\mu }=A_{\mu }+\partial _{\mu }\omega .}
Aleshores {\displaystyle D_{\mu }\varphi \equiv \partial _{\mu }\varphi +kB_{\mu }\varphi } és covariant i té un pes conforme {\displaystyle k-1}.

## Fórmules
Per la transformació
{\displaystyle g_{ab}=f(\phi (x)){\bar {g}}_{ab}}
Podem derivar les següents fórmules
{\displaystyle {\begin{aligned}g^{ab}&={\frac {1}{f(\phi (x))}}{\bar {g}}^{ab}\\{\sqrt {-g}}&={\sqrt {-{\bar {g}}}}f^{D/2}\\\Gamma _{ab}^{c}&={\bar {\Gamma }}_{ab}^{c}+{\frac {f'}{2f}}\left(\delta _{b}^{c}\partial _{a}\phi +\delta _{a}^{c}\partial _{b}\phi -{\bar {g}}_{ab}\partial ^{c}\phi \right)\equiv {\bar {\Gamma }}_{ab}^{c}+\gamma _{ab}^{c}\\R_{ab}&={\bar {R}}_{ab}+{\frac {f''f-f^{\prime 2}}{2f^{2}}}\left((2-D)\partial _{a}\phi \partial _{b}\phi -{\bar {g}}_{ab}\partial ^{c}\phi \partial _{c}\phi \right)+{\frac {f'}{2f}}\left((2-D){\bar {\nabla }}_{a}\partial _{b}\phi -{\bar {g}}_{ab}{\bar {\Box }}\phi \right)+{\frac {1}{4}}{\frac {f^{\prime 2}}{f^{2}}}(D-2)\left(\partial _{a}\phi \partial _{b}\phi -{\bar {g}}_{ab}\partial _{c}\phi \partial ^{c}\phi \right)\\R&={\frac {1}{f}}{\bar {R}}+{\frac {1-D}{f}}\left({\frac {f''f-f^{\prime 2}}{f^{2}}}\partial ^{c}\phi \partial _{c}\phi +{\frac {f'}{f}}{\bar {\Box }}\phi \right)+{\frac {1}{4f}}{\frac {f^{\prime 2}}{f^{2}}}(D-2)(1-D)\partial _{c}\phi \partial ^{c}\phi \end{aligned}}}
Cal tenir en compte que el tensor de Weyl és invariant sota una reescalada de Weyl.